# Club Deportivo Anaitasuna
El Club Deportivo Anaitasuna es un club deportivo de la población de Azcoitia en (Guipúzcoa) España, fundado en 1934. Su sección más destacada es la de fútbol.

## Historia
En 1934 es fundado en la localidad guipuzcoana de Azcoitia, el Club Deportivo Anaitasuna. Su nombre, Anaitasuna, significa Hermandad en euskera. Fue el tercer club de fútbol en ser fundado en Azcoitia, después del CD Izarraitz y del Iraurgi FC, siendo el único de los tres que logró perdurar durante décadas y convertirse en símbolo del pueblo al que representa.
Como otros muchos equipos modestos, el Anaitasuna ha tenido su techo en la Tercera división española, categoría en la que ha militado a lo largo de su historia durante 20 temporadas.
Desde 1980 hasta 1990 el Anaitasuna jugó 10 temporadas consecutivas en la Tercera División, acabando casi todas las temporadas de la mitad de la tabla para abajo. Sin embargo, destacaron las temporadas 1980-81 y 1982-83, en las que el Anaitasuna ocupó los puestos altos de la tabla y se clasificó para disputar en 1981 y 1983 la Copa del Rey.
En 1993 el club cambió su nombre por Anaitasuna Futbol Taldea (en euskera Club de Fútbol Hermandad). Sin embargo aunque en la actualidad el club es reconocido principalmente como Anaitasuna F.T., lo cierto es que a efectos legales sigue denominándose oficialmente C.D. Anaitasuna.
La temporada 1993-94 el Anaitasuna volvió a jugar en Tercera División. En 2001 el Anaitasuna logró ascender a la Tercera División. Se mantuvo una única temporada en la categoría y descendió a Preferente al finalizar la campaña 2001-02 en 20º lugar. En la temporada 2009-2010 logró ascender a la recientemente denominada División de Honor de Guipúzcoa, quedando subcampeón de la categoría en la final jugada en las instalaciones de Zubieta ante la presencia de centenares de espectadores y la ayuda de sus seguidores más forofos, los "Hooligans Anai".

### Secciones
El CD Anaitasuna cuenta además con un equipo femenino, que en la temporada 1994/95 se clasificó en el 6º puesto de la División de Honor, máxima competición del fútbol femenino en España en aquel momento.
El Anaitasuna posee en la actualidad 9 equipos, 7 equipos de chicos en las categorías de Tercera División, Preferente, Liga del País Vasco de Juveniles, División de Honor de Cadetes, División de Honor de Infantiles, Infantil Txiki y Alebines y 2 de chicas en la Liga Femenina y en Cadetes dando cobijo a más de 200 jóvenes.

### Otros deportes
El CD Anaitasuna es un club polideportivo. Varias antiguas secciones del club, como las de ajedrez, montaña o karate, son clubes deportivos independientes aunque mantienen el nombre de Anaitasuna. Ha tenido en el pasado también sección de ciclismo.

## 1ª Equipación
Camiseta roja, pantalones azules y calcetines azul y rojos.

## 2ª Equipación
Camiseta azul oscura, pantalones azul oscuro y medias azul oscuro.

## Estadio
Txerloia Udal Futbol zelaia, con capacidad para alrededor de 3000 espectadores.

## Datos del club
- Temporadas en 1ª: 0
- Temporadas en 2ª: 0
- Temporadas en 2ªB: 0
- Temporadas en 3ª: 20

## Palmarés
- Campeonato de España de Aficionados (1): 1973.

### Trofeos amistosos
- Trofeo Amistad (Éibar) (1): 1980.